# Slins
Slins is een dorp in de Belgische provincie Luik en een deelgemeente van de gemeente Juprelle. Het was een zelfstandige gemeente tot het bij de fusie van 1977 toegevoegd werd aan de gemeente Juprelle.

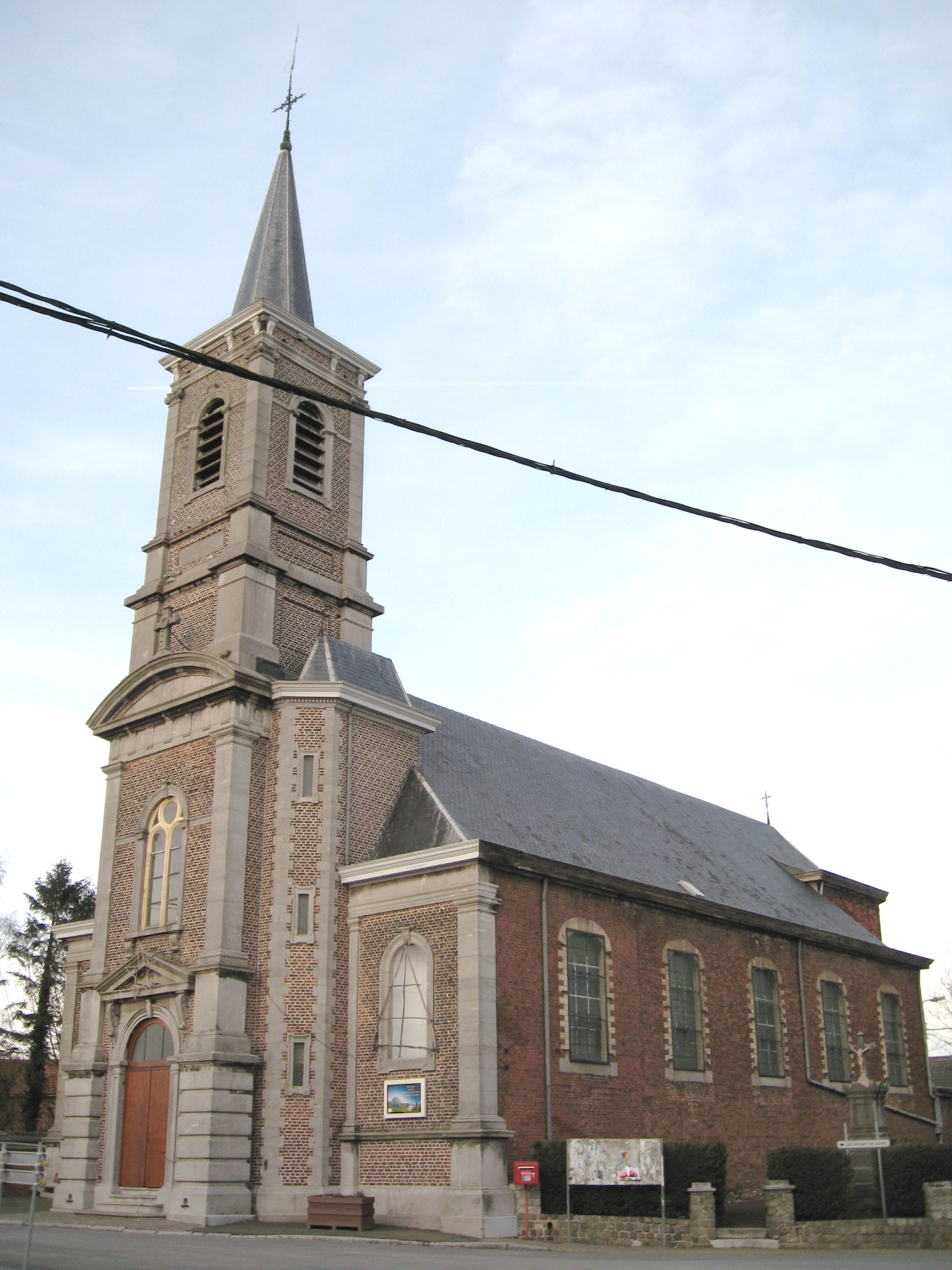
De Sint-Martinuskerk

## Geschiedenis
Slins vormde samen met Fexhe-Slins steeds één enkele heerlijkheid maar bij het ontstaan van de gemeenten in 1795 werden de twee dorpen gescheiden en werden ze beiden een zelfstandige gemeente. Ze bleven nog één enkele parochie vormen, die toegewijd was aan Sint-Martinus, tot in 1838 toen in Fexhe-Slins een parochie werd opgericht.
In 1977 werd de gemeente opgeheven en bij Juprelle gevoegd behalve het gedeelte ten noorden van de spoorlijn tot aan de vroegere noordgrens, de Jeker, dat bij Bitsingen werd gevoegd.

## Demografische ontwikkeling
- Bronnen:NIS, Opm:1831 tot en met 1970=volkstellingen, 1976= inwoneraantal op 31 december

## Natuur en landschap
Slins ligt in Droog-Haspengouw ten noordoosten van Juprelle, op een hoogte van ongeveer 150 meter. De dorpskom ligt ten noorden van de weg van Houtain-Saint-Siméon naar Juprelle en sluit aan op de dorpskom van Fexhe-Slins die ten zuiden van deze weg ligt. De spoorlijn van Tongeren naar Aken vormt de noordgrens van de deelgemeente. Slins is een landbouwdorp dat zich stilaan ontwikkelt tot een woondorp. Landbouw is er vooral aanwezig in de vorm van akkerbouw.

## Bezienswaardigheden
- De Sint-Martinuskerk.

## Evenementen
Slins is bekend vanwege het aardbeienfeest, het carnaval en de kerstmarkt.

## Nabijgelegen kernen
Fexhe-Slins, Villers-Saint-Siméon, Glaaien, Houtain-Saint-Siméon
Deelgemeenten: Fexhe-Slins · Juprelle · Lantin · Nudorp · Paifve · Slins · Villers-Saint-Siméon · Voroux-lez-Liers

Belgische gemeenten · arrondissement Luik · provincie Luik · Wallonië